# Хртица
Хртица (алб. Hërticë) је насељено место у општини Подујево, Косово и Метохија, Република Србија.

## Демографија
| Демографија | Демографија | Демографија |
| Година      | Становника  | Становника  |
| ----------- | ----------- | ----------- |
| 1948.       | 1.089       |             |
| 1953.       | 1.186       |             |
| 1961.       | 1.283       |             |
| 1971.       | 1.225       |             |
| 1981.       | 999         |             |
| 1991.       | 955         |             |